# 江淮官話

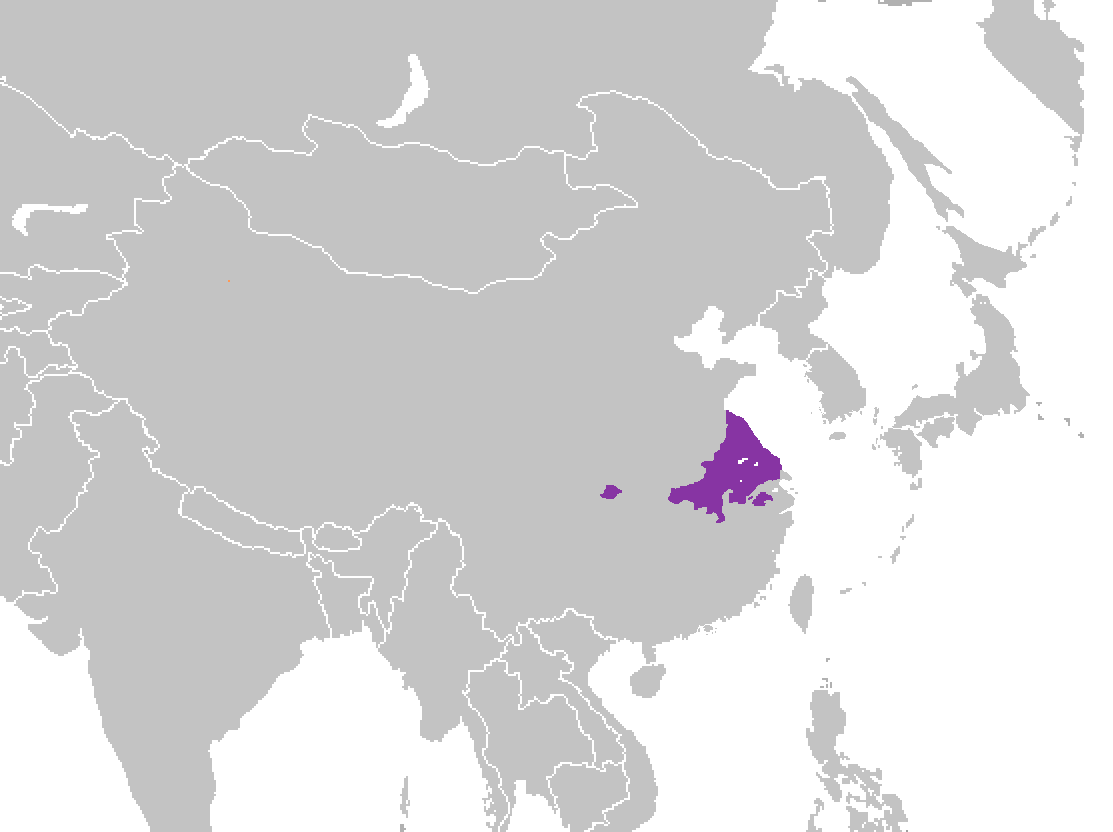
主な分布地域

江淮官話（こうわいかんわ、簡体字: 江淮官话、英語：Lower Yangtze Mandarin）は、中国語の北方方言（官話とも呼ばれる）の一種で、主に中国東部の江蘇省の中部、安徽省の中部、湖北省の東部、江西省の北部で話されている。呉語・贛語・中原官話・西南官話からの影響を多く受けていた。その中で特に呉語からの影響が大きい。下江官話、下江方言とも呼ばれる。
統計によれば、江淮官話の話者人口はおよそ7000万人で、呉語・広東語の話者人口数にほぼ相当する。

## 分布
- 江蘇省の中部
- 安徽省の中部
- 湖北省の東部
- 江西省の北部
- 湖北省西部の竹山県・竹渓県、陝西省南東部の白河県・柞水県・鎮安県、平利県・嵐皋県などは江淮官話の言語島である。

## 下位方言
下位方言として以下の3個が挙げられる。
- 通泰片：江蘇省泰州市（靖江市を除く）、南通市（啓東市、海門市、通州区東部、如東県東部を除く）、塩城市東台市・大豊区、鎮江市揚中市東部、揚州市の東部に分布する。呉語との共通点が他の方言よりも強い。
- 洪巣片：江蘇省の中西部、安徽省の中部に分布する。南京方言・揚州方言がその代表である。
- 黄孝片：湖北省黄岡市・孝感市、江西省九江市付近に分布する。湖北省西部、陝西省南東部にも言語島がある。西南官話からの影響を強く受けている。

## 音韻

### 声母
- 他の官話方言と同様に、阻害音における有声音と無声音の区別が存在しない。中古音の全濁声母の一部が有気音で調音される。

- 江蘇省揚州市郊外と塩城市、湖北省の武穴市・黄梅県・蘄春県などの地域以外は歯茎鼻音[n]と歯茎側面接近音[l]を区別しない。ただし、「i」の前だけ、区別する地域もある。

- 多くの地域では歯茎音s, ts, tsʰとそり舌音ʂ,ʈʂ, ʈʂʰの区別が存在しない。普通話で区別のある字はいずれも歯茎音で調音される。

- 多くの地域では声母の軟口蓋鼻音ŋ（三十六字母の疑母）と声門閉鎖音ʔ（三十六字母の影母）の混同が見られる。韻母[a]、[o]の前ではŋ、[i]、[u]の前ではʔで調音される地域もある。

### 韻母
- 通泰片・洪巣片の多くの地域では二重母音の単母音化が見られる。

- 西南官話と同じように、軟口蓋鼻音[ŋ]韻尾は韻母[i]、[e]の後ろでは保たれず、 歯茎鼻音nと発音される。唇音（[b]・[p]・[m]）や唇歯音（[f]）の後の「eng」は「ong」と発音される。

- 黄孝片では音節主音化した円唇化有声そり舌摩擦音[ʐ̩ʷ]が見られる。（「魚」「菊」など）

### 声調
- 通泰片・黄孝片では去声が陰去と陽去の2つに分かれている。

- 大部分の官話と違い、入声が残っている。通泰片と洪巣片の大部分では声門閉鎖音[-ʔ]として現れる。黄孝片など他の地域では声調の調値の違いだけが残っている。
  - 通泰片では入声が陰入と陽入の2つに分けている。

- 多くの地域では連読変調が起こる。